# Loxosceles dejagerae
Espèce
Loxosceles dejagerae est une espèce d'araignées aranéomorphes de la famille des Sicariidae.

## Distribution
Cette espèce est endémique d'Afrique du Sud. Elle se rencontre au Cap-Occidental, au Cap-Oriental et au Cap-du-Nord.

## Description
Les mâles mesurent de 3,6 à 5,5 mm et les femelles de 5,1 à 8,7 mm.

## Étymologie
Cette espèce est nommée en l'honneur de Marie de Jager.

## Publication originale
- Lotz, 2017 : An update on the spider genus Loxosceles (Araneae: Sicariidae) in the Afrotropical region, with description of seven new species. Zootaxa, vol. 4341(4), p. 475-494.